# 쿠루리
구루리 (쿠루리, くるり, Quruli)는 일본의 록 밴드이다. 현재까지 정규 음반 9장과 싱글 24장, 컴필레이션 음반 3장, 라이브 음반 1장과 사운드 트랙 2장을 발매했으며 음반 총 판매량 약 1백만 장, 싱글 총 판매량 약 50만 장을 기록했다. 대표곡으로는 〈도쿄〉, 〈Wandervogel〉, 〈장미꽃〉, 〈하이웨이〉, 〈빨간 전차〉, 〈Jubilee〉, 〈기적〉 등이 있다.
1998년 싱글 〈도쿄〉로 데뷔했으며 1999년 펑키하고 프로그레시브한 음악을 선보인 첫 음반 《사요나라 스트레인저》를 발매했다. 2000년에는 짐 오루크가 프로듀서로 참가해 얼터너티브 록을 선보인 두 번째 음반 《즈칸》, 2001년에는 테크노, 하우스에 영향을 받은 세 번째 음반 《Team Rock》, 2002년에는 일렉트로니카에 접근한 《The World is Mine》을 발매했다.
2004년에는 다시 밴드 사운드로 회귀하며 새롭게 재즈 요소를 도입한 5번째 음반 《안테나》, 2005년에는 비틀즈와 더 후로 대표되는 1960년대 영국 록 사운드에 접근한 6번째 음반 《Nikki》, 2007년에는 오케스트라와 융합을 시도한 클래식 분위기의 7번째 음반 《Tanz Walzer》를 발매했다.
2009년에는 프론트맨 키시다 시게루의 싱어송라이터 색채가 짙은 내성적인 8번째 음반 《영혼의 행방》, 2010년에는 음반 제목대로 메시지성이 강한 9번째 음반 《말로는 다 할 수 없어, 미소를 보여줘》를 발매했다.
음반마다 다른 음악 장르나 음악성, 취향을 가진 다양한 작품을 발표해 온 것이 특징이다.

## 구성원
- 키시다 시게루(岸田 繁, 1976년 4월 27일 ~ )

보컬, 기타 담당. 교토부 교토시 기타구 출신. 초기 멤버.
- 사토 마사시(佐藤 征史, 1977년 2월 1일 ~ )

베이스 기타, 보컬 담당. 교토 부 가메오카시 출신. 초기 멤버.
- 요시다 쇼넨(吉田 省念, 1980년 3월 14일 ~ )

기타, 보컬 담당. 교토 부 교토 시 출신. 요시다 쇼넨토 미카즈키스프의 리더로도 활동 중이다. 2011년 가입.
- 판판(ファンファン, 1985년 2월 13일 ~ )

트럼펫, 보컬 담당. 교토 부 마이즈루시 출신. 요시다 쇼넨토 미카즈키 스프 등 여러 방면에서 활동 중. 2011년 가입.

### 이전 구성원
- 모리 노부유키(森 信行, 1975년 6월 20일 ~ )

드럼 담당. 효고현 이나가와정 출신. 리쓰메이칸 대학 산업사회학부 졸업. 1996년부터 2002년까지 활동. 초기 멤버.
- 오무라 탓신(大村 達身, 1975년 12월 17일 ~ )

기타, 베이스 담당. 효고 현 이나미정 출신. 리쓰메이칸 대학 문학부 중퇴. 2001년 9월부터 2007년 2월 25일까지 활동.
- 크리스토퍼 맥과이어 (Christopher McGuire, 1975년 11월 28일 ~ )

드럼 담당. 미국 미네소타주 미니애폴리스 출신. 2003년 11월부터 2004년 10월까지 활동.
- 다나카 유지(田中 佑司)

드럼, 퍼커션 담당. 야마나시현 고후시 출신. 무사시노 음악대학 타악기 전공 졸업. 2011년 6월부터 12월까지 활동.

### 객원 멤버
- 쓰지무라 다케후미 - 기타
- 아라키 유코 - 드러머
- 아히토 이나자와 - 드러머
- 다이 다로 - 드러머, 퍼커션
- 호리에 히로히사 - 키보드, 기타
- 클리프 아몬드 - 드러머
- 누마자와 다카시 - 드러머
- 기쿠치 - 드러머
- 야마우치 소이치로 - 기타

후지패브릭의 멤버

## 내력
리쓰메이칸 대학의 음악 동아리 '록 커뮨'(Rock Commune)에서 활동하던 키시다 시게루, 사토 마사시, 모리 노부유키 세 명이서 결성했다.

### 1996년 ~ 1998년: 결성과 데뷔
1995년 4월, 기시다 시게루가 리쓰메이칸 대학에 입학하고 대학의 음악 동아리인 록 커뮨에 가입해 모리 노부유키, 오무라 닷신을 만난다. 사토 마사시와는 리쓰메이칸 고등학교 1학년때 알게되어 고등학교 시절부터 함께 음악 활동을 했으며, 대학에서도 같은 동아리에 가입한다. 그 후, 기시다와 사토가 후에 쿠루리의 원형이 되는 밴드를 결성한다. 당시 멤버는 기시다와 사토 외에 다른 보컬과 드러머가 있는 4인조 밴드였다. 기시다는 이 무렵부터 노래를 만들고 밴드에서 연주했으나, 메인 보컬을 맡지는 않았으며 그다지 좋은 밴드는 아니었다고 후에 이야기했다. 얼마 지나지않아 드러머가 그만두자 모리를 그 자리에 앉힌다. 그리고 밴드의 보컬도 탈퇴하자 기시다가 보컬을 맡게 되고, 이후에는 3인조 밴드로 활동해 나간다. 당초에는 세 명 모두 다른 밴드 활동도 병행했다.
1996년 2월, 8곡이 수록된 카세트 테이프 《쿠루리의 일회전》 (くるりの一回転)을 발매해 모두 판매한다. 9월에는 아마추어 밴드 경연대회의 상금 10만 엔을 목표로 정식으로 쿠루리를 결성한다. 그러나 기시다의 이야기에 따르면 '평범하게 결성하자고 했으면 되었을 것을 당시에는 굉장히 뒤틀렸기 때문에 솔직하게 말하지 못하고, 상금을 타기 위해서라는 명분을 내세워 결성을 제의했다.'고 한다. 쿠루리는 우승히여 10만 엔을 획득했으나 뒷풀이와 파칭코로 그 돈을 모두 탕진했다.
1997년에는 라디오 방송에도 출연했다. 슈가필즈의 멤버 하라의 자택 스튜디오에서 녹음을 실시해 배드 뉴스 레코드로 데모 테이프를 보냈으며, 11월에 인디 첫 음반 《모시모시》를 발매했다.
1998년 1월부터 11월까지 라이브 하우스 투어 《지루함 퇴치》를 실시했다. 또 5월에는 두 번째 인디 음반 《판데리아》를 발매했다. 같은 달 오사카 음악당에서 열린 《Sweet Love Shower》에서 오프닝 공연을 맡았으며, 스피츠가 주최한 《록 록 곤니치와!》에 출연했다.

### 1999년 ~ 2000년: 《사요나라 스트레인저》와 《즈칸》
1998년 10월 빅터 엔터테인먼트를 통해 데뷔 싱글 〈도쿄〉를 발매하며 메이저 데뷔했다.
1999년 2월에는 두 번째 싱글 〈니지〉를 발매했다. 3월에는 사토와 모리가 무사히 대학을 졸업했으며, 기시다는 유급했다. 4월에는 사쿠마 마사히데가 프로듀서로 참가하여 제작한 첫 음반 《사요나라 스트레인저》를 발매했다. 5월에는 전국 투어를 실시했으며 투어 후에는 네기시 다카무네가 공동 프로듀서로 참가한 차기작 녹음을 시작했다. 7월에는 후지 록 페스티벌 등 여러 여름 페스티벌에 출연했다. 8월에는 기시다가 전기졸업식에서 대학을 졸업했으며 같은 8월 세 번째 싱글 〈아오이 소라〉, 11월에는 네 번째 싱글 〈마치〉를 계속해서 발매했다.
2000년 1월, 짐 오루크 등과 공동 작업에 도전한 얼터너티브 록 색이 강한 두 번째 음반 《즈칸》을 발매했다. 3월부터 음반 발매 기념 투어를 실시했으며 같은 달, 다섯 번째 싱글 〈하루카제〉를 발매했다. 8월에는 양쪽 모두 처음 개최된 록 인 재팬 페스티벌과 서머 소닉 등의 여름 페스티벌에 출연했다.

### 2000년 ~ 2001년: 《Team Rock》
2000년 8월 중순부터 서서히 다음 작품의 녹음에 들어간다. 곡의 원형은 완성했으나 자신들의 믹스 작업 결과가 만족스럽지 않아 엔지니어 다카야마 도루에게 믹스를 의뢰하여 곡이 완성되었다. 10월에 여섯 번째 싱글 〈반더포겔〉을 발매했으며 11월부터는 THE DISMEMBERMENT PLAN과의 합동 투어 《백귀야행》 (百鬼夜行)을 실시했다.
2001년 1월, 슈퍼카의 후루카와 미키가 코러스로 참가한 일곱 번째 싱글 〈바라노 하나〉를 발매했다. 2월에는 프로그래밍을 도입하는 등 실험적인 요소를 도입한 세 번째 음반 《Team Rock》을 발매했다. 4월부터 세 번째 음반 발매 기념 투어 《Team Rock Party 2001 ~&~ Team Party 200,000,001》을 실시했다. 7월에는 후지 록 페스티벌의 Field of Heaven 무대에 출연했다. 8월에는 라이징 선 록 페스티벌에 출연했으며, 넘버 걸과 합동 공연 등을 펼쳤다. 그러나 위의 투어 중 멤버들간의 충돌이 생겨 이를 해결하기 위해 새로운 멤버를 영입하는데, 바로 후에 정식 멤버가 되는 오무라 닷신이다. 당시 오무라는 쿠루리의 노래를 전혀 알지 못했으며 기시다 등 멤버들도 교통비만 주고 돌려보냈다. 그러나 그 후, 새로운 노래를 만들면서 오무라가 없어서는 안되는 멤버가 되면서 이 해의 여름 페스티벌부터 객원 멤버로 참가했으며, 2001년 9월 7일 도쿄 도 근대미술관에서 열린 쿠루리 연주회 《도쿄 미믹》에서 정식 가입을 발표했다.

### 2001년 ~ 2002년: 《The World is Mine》
2001년 가을 쿠루리는 처음 해외에서 녹음을 실시했다. 당시 9·11 테러로 출발이 한 달 연기되었으나 10월에 런던 교외에 있는 사일로를 개조한 블러 스트리트 스튜디오에서 엔지니어이자 프로듀서 닉 해넌과 함께 노래 제작과 녹음을 시작했다. 약 한 달간 머무르며 차기작에 수록 예정인 노래를 다수 제작했다. 귀국 후에도 도쿄 도내 스튜디오에서 계속해서 녹음을 실시했으나 장비의 문제 등으로 순조롭게 진행되진 않았다. 그러나 엔지니어 우하라 기코와 다카야마 도루, 나카무라 겐이치, 영국에서 온 닉 해넌과 함께 녹음을 실시했다.
바쁜 일정 가운데 녹음을 실시해 2002년 2월 자신들의 최대 히트곡 이 된 〈월드 엔드 슈퍼노바〉를 발매했다. 녹음 일정을 1개월 지나서까지 몇 번이고 믹스 작업을 실시해 3월, 네 번째 음반 《The World is Mine》을 발매했다. 3월 31일부터 교토 타쿠타쿠를 시작으로 쿠루리 라이브 투어 2002(くるりライブツアー2002 〜うんぽこどっこいしょ〜)를 실시했다. 이 투어를 진행 중이던 5월에는 싱글 〈오토코노코토 온나노코〉를 발매했다. 투어가 종료된 7월에는 드러머 모리의 밴드 탈퇴가 발표됐다. 모리의 탈퇴 후에는 객원 멤버로서 다이 타로가 참가하며 활동을 계속했다. 9월부터는 THE DISMEMBERMENT PLAN과 함께 미국 동해안 투어를 실시했다. 투어 후에는 보스턴 교외에 있는 롱뷰 스튜디오에 머물면서 후에 멤버가 되는 크리스토퍼 맥과이어와 처음 만났다. 귀국 후에는 자신들이 주재하는 레이블인 노이즈 매카트니 레코드(NOISE McCARTNEY RECORDS)를 설립했다. 12월에는 자신들이 주최하는 공연 백귀야행 2002를 개최해 야노 아키코와 엔도 겐지, 레이 하라카미와 함께 전국 공연을 펼쳤다.

### 2003년: 《조제, 호랑이 그리고 물고기들》
2003년 1월부터 4월까지 쿠루리는 《조제, 호랑이 그리고 물고기들》과 《리얼리즘 여관》 두 편의 영화 사운드트랙(OST) 제작을 동시에 진행했다. 《조제, 호랑이 그리고 물고기들》의 주제가인 〈하이웨이〉와 《사운드트랙》이 같은 해 11월에 발매되었으며 《리얼리즘 여관》의 테마곡인 〈가출소녀〉는 베스트 음반 《Tower of Music Lover》에서 처음 음원화되었다.

### 2003년 ~ 2004년: 《안테나》
2003년 5월 스코틀랜드 글래스고로 건너간 쿠루리는 엔지니어 겸 프로듀서 토니 두건과 녹음을 시작했다. 객원 드러머로 후에 쿠루리의 투어에 참가하는 클리프 아몬드와 함께 〈Race〉, 〈굿 모닝〉, 〈How to Go (Original)〉 을 녹음했다. 귀국 후에는 쿠루리의 개인 스튜디오인 펜타토닉에서 〈How to Go〉를 재작업했다. 같은 해 여름부터는 크리스토퍼 맥과이어가 객원 드러머로 참가하여 후지 록 페스티벌 화이트 스테이지에 출연했으며, 그 외에 여러 여름 페스티벌에 출연했다. 9월에는 1년 반 만의 싱글 〈How to Go〉를 발매했다. 그 후 맥과이어와 함께 차기작을 위한 세션과 녹음에 들어갔으며, 11월에는 맥과이어가 정식 멤버로 가입했다고 발표했다.
2004년 2월 싱글 〈로큰롤〉을, 3월에는 다섯 번째 음반 《안테나》를 발매했다. 3월 30일부터 교토 타쿠타쿠를 시작으로 첫 일본 무도관 공연이 포함된 쿠루리 단독 라이브 투어 2004(くるりワンマンライブツアー2004〜安心しろ、秘孔ははずしてある〜)를 개최했다. 7월에는 첫 비디오 클립집 《쿠루쿠루즈시》, 9월에는 투어 다큐멘터리 영화 《쿠루쿠루부시》를 발매했다. 그 후 녹음과 공연을 할 예정이었으나 10월에 크리스토퍼 맥과이어가 탈퇴했다. 다시 다이 타로가 객원 드러머로 참가하여 학교 축제 투어를 실시했으며, 12월에는 교토 대학 서부강당에서 기시다가 교토 대학 학생들과 제1회 미야코 음악제를 개최했다.

### 2005년: 《Nikki》
2005년 1월 기시다와 사토는 Cocco와 프로젝트 밴드 싱어 송어 활동을 호리에 히로히사, 다이 타로와 함께 시작했다. 활동 도중 기시다가 입원하는 일도 있었으나 녹음을 진행했다. 2월에는 14번째 싱글 〈Birthday〉를 발매했다.
3월에는 뉴욕에서 차기작을 위한 노래 제작을 시작했으며, 4월에도 이즈 등지에서 같은 작업을 실시했다. 5월에는 다시 미국으로 건너가 이전에 세션 작업 등을 했던 보스턴에 위치한 '롱뷰'에서 녹음을 시작했다. 약 한 달 반 동안 머물면서 10여 곡을 녹음했다. 5월 말에는 싱어 송어의 싱글 〈쇼카린린〉을 발매했다. 6월 중순에는 런던으로 건너가 프로듀서 리암 왓슨과 녹음을 재개했다. 이 녹음에서는 기시다의 제안으로 1960년대 희귀한 아날로그 녹음 장비를 이용했다. 6월 말에는 싱어 송어의 음반 《바라이로 팝》을 발매했다.
7월에는 녹음을 끝내고 여름 페스티벌에 출연했는데 후지 록 페스티벌에서는 메인 스테이지인 그린 스테이지에 처음 출연했으며, 록 인 재팬 페스티벌에는 싱어 송어로 출연했다. 8월에는 15번째 싱글 〈Superstar〉, 9월에는 16번째 싱글 〈아카이덴샤〉, 10월에는 17번째 싱글 〈Baby I Love You〉 총 3개의 싱글을 3개월 연속으로 발매했다.
9월 29일부터는 객원 멤버로 클리프 아몬드와 호리에 히로히사가 참가하여 첫 오사카 조 홀 공연을 포함한 《쿠루리 단독 라이브 투어 2005》 (くるりワンマンライブツアー2005 〜はぐれメタル純情派〜)를 개최했다. 11월에는 여섯 번째 음반 《Nikki》를 발매했다.

### 2006년: 《Tower of Music Lover》
2월부터 쿠루리는 립 슬라임과 공동 작업을 시작해 7월에 콜라보레이션 싱글 〈Juice〉를 발매했다. 또 7월에는 텔스타와 Lucky Lips, 챗몬치 등과 함께 합동 투어 쿠루리 합동 투어 2006(くるり対バンツアー2006 〜毎日が地蔵盆〜)을 시작했다. 7월 26일에는 첫 베스트 음반 《Tower of Music Lover》를 발매했다. 결성 10주년을 맞은 2006년 자신들을 되돌아보는 의미로 음반사에 요청한 것이다.
8월에는 6년 만에 출연하는 서머 소닉을 비롯해 여름 페스티벌에 출연했다. 록 인 재팬 페스티벌에서는 그런 스테이지에서 첫 날 헤드라이너를 맡았다. 8월 하순부터는 교토계 음악가들의 컴필레이션 음반 제작 준비를 시작했다. 9월부터는 전국 Zepp을 도는 쿠루리 단독 라이브 투어 2006(くるりワンマンライブツアー 2006 〜まZEPPご飯！〜)을 실시했다.
11월에는 앞서 말한 여러 음악가의 컴필레이션 음반 《미야코 음악》을 노이즈 매커트니 레코드를 통해 발매했다. 쿠루리는 〈5월의 바다〉라는 곡으로 참가했다. 이 시기부터 객원 드러머로서 기쿠치가 참가하게 되었으며, 때를 같이하여 차기작을 위한 노래 제작에 들어간다. 12월에는 녹음 스튜디오 사전 답사를 위해 빈으로 출국했다. 이 때 독일에서 많은 음악가의 매니지먼트를 담당한 거츠란 인물을 만난다. 12월 말에는 카운트다운 재팬 06/07에 출연했으며, 이 공연을 마지막으로 기타리스트인 오무라가 탈퇴한다.

### 2007년: 《Tanz Walzer》
2007년 1월부터 스튜디오 펜타토닉에서 사전 제작을 시작했다. 2월에는 녹음을 위해 빈으로 출국했으며 피드백 스튜디오에서 프랑스인 프로듀서인 스테판 '알프' 브리아, 하우스 엔지니어 패트릭 파르싱어와 함께 녹음을 시작했다. 객원 드러머로 기쿠치가 기용되었으며 2월 내내 베이직 트랙 중심으로 녹음했다. 3월에는 FM802 이벤트 Beat It에 참가하기 위해 잠시 일본으로 귀국했다.
그 후 빈으로 다시 돌아가 녹음을 재개했다. 3월 중순부터는 보컬 녹음을 포함한 오버 더빙 작업을 실시했으며 또 패트릭에게 소개받은 빈 교향악단의 퍼커셔니스트 플립에게 스트링 편곡을 의뢰했다. 4월에는 피드백 스튜디오 외에 해프너 스튜디오에서도 녹음을 진행했다. 5월부터는 빈을 떠나 알프의 본거지인 프랑스 파리로 이동해 보컬 녹음과 믹싱 작업을 진행했다. 파리에서의 마지막 날 곡 순서를 정하고 런던으로 건나가 메트로폴리스 스튜디오에서 마스터링 작업을 했으나 이에 만족하지 못하고 일본에서도 마스터링 작업을 한다. 5월 말 일본으로 귀국했다.
5월 30일, 18번째 싱글 〈Jubilee〉를 발매했다. 6월 3일 마스터링 작업을 끝내고 음반을 완성했으며 6월 27일, 7번째 음반 《Tanz Walzer》를 발매했다. 기쿠치를 계속해서 객원 드러머로, 더 서스펜터즈를 코러스로 맞이해 7월 15일부터 도다시 문화회관을 시작으로 자신들 최초의 홀 투어인 쿠루리 홀투어 2007 '후레아이 콘서트'를 실시했다.
7월 말에는 중화민국의 록 페스티벌에 출연했으며 8월 말에는 3년 만의 오키나와 공연을 실시했다. 9월 23일에는 자신들이 주최하는 교토 야외 음악 축제인 교토 음악 박람회를 개최했는데 여기에는 Cocco와 오다 카즈마사, 제이슨 포크너가 출연했다.

### 2008년: 《Philharmonic or Die》
2008년 2월에는 작년 타쿠타쿠와 퍼시피코 요코하마에서 개최한 공연을 수록한 첫 라이브 베스트 음반 《Philharmonic or Die》를 발매했다. 5월에는 퍼시피코 요코하마 공연을 수록한 DVD 《요코하마 비엔나》를 발매했으며, 여름에는 각지의 록 페스티벌에 출연했다.
9월 6일에는 교토 음악 박람회를 개최했으며, 그에 맞춰 9월 3일에는 싱글 〈안녕 Regret〉을 발매했다. 12월 6일, 7일에는 미야코 음악제에 출연했으며 10월 메이저 데뷔 10주년을 기념해 12월 17일부터 이제까지 발매한 음반 및 영상 작품(일부 작품 제외)의 가격을 낮춘 염가판을 기간 한정으로 발매했다.

### 2009년: 《영혼의 행방》
2009년 2월 16일에는 뉴욕에서 톰 듀락과 함께 녹음한 싱글 〈미카즈키〉를 발매했다. 6월 6일부터 단독 투어 《둔황》 (敦煌-ドンファン-)을 실시했으며 6월 10일에는 정규 음반 《영혼의 행방》을 발매했다.
10월 21일에는 오쿠다 다미오, 마츠토야 유미, 야노 아키코 등 총 16명의 음악가가 참가한 헌정 음반 《쿠루리 트리뷰트》를 발매했다. 동시에 단독 투어 《쿠루리 단독 라이브 투어 2009》 (くるりワンマンツアー2009〜とろみを感じる生き方〜)를 실시했다. 12월 25일에는 마츠토야 유미와 협업한 GAP 40주년 기념 캠페인 콜라보레이션송 〈셔츠를 빨면〉을 발매했다.

### 2010년: 《말로는 다 할 수 없어, 미소를 보여줘》
2010년에는 2월부터 4월까지 새 음반을 위한 작업을 멤버들의 고향인 교토 등지에서 시작했다. 이 작업에서 탄생한 신곡 〈도쿄 레레레의 레〉를 수록한 쿠루리 첫 커플링 컴플리트 베스트 음반 《내가 살던 거리》를 5월 26일에, 또 첫 가사집인 《쿠루리 시집》을 5월 21일에 발매했다. 또 5월 31일부터 투어 《쿠루리 라이브 흥행 2010: 지옥의 단체전》을 실시했다.
7월 2일에는 완성한 음반에서 총 6곡을 먼저 들어볼 수 있는 이벤트가 열렸으며, 이벤트는 나탈리의 유스트림을 통해 생중계되었다. 7월 28일 첫 더블 타이틀 싱글 〈마법의 융단/셔츠를 빨면 (Ver.2)〉를 발매했으며, 오랜만에 모든 곡을 일본에서 녹음한 새 음반 《말로는 다 할 수 없어, 미소를 보여줘》는 9월 8일에 발매됐다.

### 2011년: 《Tower of Music Lover 2》
2011년에는 작년부터 진행한 단독 투어 《쿠루리 새 음반 발매 기념 투어》 (くるり ニューアルバム発売記念ツアー〜言葉にならしまへん、笑顔を見しとくれやしまへんやろか〜)를 계속 실시했으며 투어 마지막날인 3월 7일에는 네 번째 일본 무도관 공연을 펼쳤다.
봄에는 키시다가 처음 단독 명의로 극중 음악을 담당하고 쿠루리로서 주제가도 담당한 영화 《마호로 역 다다 심부름집》, 극중 음악과 삽입곡을 포함해 2곡을 《진짜로 일어날지도 몰라 기적》이 차례대로 개봉했다. 그 가운데 《기적》의 주제가 〈기적〉을 500엔 싱글로 2011년 6월 1일에 발매했다. 또 6월 29일에는 5년 만이자 두 번째 베스트 음반인 《Tower of Music Lover 2》를 발매했으며, 같은 날 기타리스트 요시다 쇼넨과 트럼펫 연주자 판판, 드러머 다나카 유지가 밴드에 정식으로 가입했다고 발표했다.
11월 7일부터 12월 8일까지는 새로운 멤버 가입 후 진행되는 첫 투어 《쿠루리 단독 라이브 투어 2011: 유게유게테이코쿠》를 실시했는데 그 가운데 11월 27일에는 대한민국에서 첫 단독 공연을 실시했다. 12월 28일에는 다나카의 탈퇴가 발표되었는데 탈퇴의 이유로는 멤버, 스태프와 여러 번의 회의 결과 서로가 한 걸음 나아가기 위한 최선의 결과라고 밝혔다.

## 음반 목록

### 언더시절 앨범
1. 《もしもし(여보세요)》 (1997년 11월 21일)
2. 《ファンデリア(판디리아)》 (1998년 5월 15일)

### 싱글
1. 《東京(도쿄)》 (1998년 10월 21일)
2. 《虹(무지개)》 (1999년 2월 24일)
3. 《青い空(푸른 하늘)》 (1999년 8월 25일)
4. 《街(거리)》 (1999년 11월 20일)
5. 《春風(봄바람)》 (2000년 4월 5일)
6. 《ワンダーフォーゲル(언더포겔)》 (2000년 10월 18일)
7. 《ばらの花(장미꽃)》 (2001년 1월 24일)
8. 《リバー(강)》 (2001년 5월 17일)
9. 《ワールズエンド・スーパーノヴァ(월드 엔드·슈퍼노바)》 (2002년 2월 20일)
10. 《男の子と女の子(남자와 여자)》 (2002년 5월 9일)
11. 《HOW TO GO》 (2002년 9월 17일)
12. 《ハイウェイ(고속도로)》 (2003년 11월 5일)
13. 《ロックンロール(로큰롤)》 (2004년 2월 11일)
14. 《Birthday》 (2005년 2월 23일)
15. 《Superstar》 (2005년 8월 24일)
16. 《赤い電車(빨간 전차)》 (2005년 9월 22일)
17. 《Baby I Love You》 (2005년 10월 26일)
18. 《JUBILEE》 (2007년 5월 30일)
19. 《言葉はさんかく こころは四角(말은 삼각 마음은 사각)》 (2007년 7월 25일)
20. 《さよならリグレット(잘가 리그렛)》 (2008년 9월 3일)
21. 《三日月(초승달)》 (2009년 2월 18일)
22. 愉快なピーナッツ (2009년 4월 29일)
23. 〈마호노 쥬탄/셔츠오 아라에바 (Version 2)〉 (魔法のじゅうたん/シャツを洗えば(ヴァージョン2), 2010년)
24. 〈키세키〉 (奇跡, 2011년)

### 정규 음반
- 《사요나라 스트레인저》 (さよならストレンジャー 안녕 낯선사람[*], 1999년 4월 21일)
- 《즈칸》 (図鑑 도감[*], 2000년 1월 21일)
- 《Team Rock》 (2001년 2월 21일)
- 《The World is Mine》 (2002년 3월 20일)
- 《Antenna》 (2004년 3월 10일)
- 《NIKKI》 (2005년 11월 23일)
- 《Tanz Walzer》 (2007년 6월 27일)
- 《영혼의 행방》 (2009년 6월 10일)
- 《말로는 다 할 수 없어, 미소를 보여줘》 (2010년 9월 8일)

### 라이브 음반
- 《Philharmonic or Die》 (2008년)

### 컴필레이션
| 제목                       | 음반 정보                                    | 차트 최고 순위 | 차트 최고 순위 |
| 제목                       | 음반 정보                                    | 오리콘         | 빌보드 재팬    |
| -------------------------- | -------------------------------------------- | -------------- | -------------- |
| 《Tower of Music Lover》   | - 첫 번째 베스트 음반 - 2006년 7월 26일 발매 | 3              | 빈칸           |
| 《내가 살던 거리》         | - 커플링 곡 모음 음반 - 2010년 5월 26일 발매 | 1              | 2              |
| 《Tower of Music Lover 2》 | - 두 번째 베스트 음반 - 2011년 6월 29일 발매 | 8              | 10             |

### 사운드트랙
- 《조제, 호랑이 그리고 물고기들 OST》 (2003년 11월 5일)
- 《기적 OST》 (2011년)
- 《마호로역 앞 광소곡 OST》 (2014년)

### 헌정 음반
- 《쿠루리 트리뷰트》 (2009년)